# Kisantus tertius
Kisantus tertius är en mångfotingart som först beskrevs av Kraus 1958.  Kisantus tertius ingår i släktet Kisantus och familjen Chelodesmidae. Inga underarter finns listade i Catalogue of Life.